# Cerro Grande do Sul
Pour les articles homonymes, voir Cerro.
Cerro Grande do Sul est une ville brésilienne de la mésorégion métropolitaine de Porto Alegre, capitale de l'État du Rio Grande do Sul, faisant partie de la microrégion de Camaquã et située à 116 km au sud-ouest de Porto Alegre. Elle se situe à une latitude de 30° 35′ 44″ sud et à une longitude de 51° 45′ 11″ ouest, à 405 m d'altitude. Sa population était estimée à 9 233 en 2007, pour une superficie de 325 km2. L'accès s'y fait par les BR-116 et RS-715.
Les habitants de Cerro Grande do Sul sont descendants à 40 % de Portugais, 20 % d'Allemands, 10 % d'Espagnols, 10 % d'Italiens, 10 % d'esclaves noirs, 5 % de Polonais et 5 % répartis entre Français, Autrichiens, Suédois, Russes, etc.

## Villes voisines
- Barão do Triunfo
- Sertão Santana
- Sentinela do Sul
- Camaquã
- São Jerônimo